# George Fisher (naseljenik)
George Fisher (srpski: Đorđe Ribar), rođen kao Đorđe Šagić (Stolni Biograd, 30. travnja 1795. – San Francisco, 11. lipnja 1873.), bio je jedan od vođa Teksaške revolucije 1835. – 1836.
George Fisher ili Đorđe Ribar, rodio se u Stolnom Biogradu, 1795. od roditelja pravoslavnih Srba. Po očevoj želji krenuo je u karlovačku Bogosloviju, koju je napustio 1813. da bi se pridružio Prvom srpskom ustanku. Poslije sloma Prvog srpskog ustanka emigrirao je u Ameriku 1814. Preko Philadelphije  otišao je u tadašnji Meksiko. Godine 1825. pomagao je u osnivanju Jorske masonske lože. Godine 1829. postao je državljanin Meksika i primio obavezu godišnje dovesti 500 obitelji u Teksas na teritorije Haydena Ewarda.
Kasnije je postao carinik u Meksičkom zaljevu, gdje je naslijedio jako nepopularnog Johna D. Bradburna. Zahtijevao je da se carina uplaća kod njega u Anahuaku, što je zbog udaljenosti mnogih teksaških naselja i gradova izazvalo sukob s teksaškim kolonistima. Godine 1832. bio je prinuđen napustiti carinsku službu.
U istoj godini započeo s izdanjem liberalističkih novina Mercurio del Puerto de Matamoros u Matamorosu. Zajedno s Joséom Antoniom Mexíom organizirao je pokret u New Orleansu protiv centralističke vlade i s ciljem jedne revolte u istočnim krajevima Meksika.
Godine 1837. postao je komisijski agent Houstona, 1839. sudac, a 1840. član gradskog odbora Houstona. Godine 1843. imenovan je bojnikom u miliciji Teksasa. Putovao je u Panamu 1850. i 1851. u Kaliforniju. Služio je u raznim gradskim odborima San Francisca od 1860. do umirovljenja 1870. Ubrzo nakon umirovljenja grčki ga je kralj imenovao konzulom.
Ženio se četiri puta. Umro je u San Franciscu 11. lipnja 1873. godine.